# Podnoszenie ciężarów na Igrzyskach Azjatyckich 1958
Podnoszenie ciężarów na Igrzyskach Azjatyckich 1958 odbywało się w dniach 25-28 maja 1958 roku. Rywalizacja odbywała się w ośmiu konkurencjach, wyłącznie wśród mężczyzn.

## Podsumowanie

### Klasyfikacja medalowa
| Miejsce | państwo           | Złoto | Srebro | Brąz | Razem |
| ------- | ----------------- | ----- | ------ | ---- | ----- |
| 1       | Iran              | 3     | 4      | 1    | 8     |
| 2       | Korea Południowa  | 2     | 2      | 1    | 5     |
| 3       | Japonia           | 1     | 2      | 4    | 7     |
| 4       | Republika Chińska | 1     | 0      | 0    | 1     |
| 4       | Singapur          | 1     | 0      | 0    | 1     |
| 6       | Malezja           | 0     | 0      | 1    | 1     |
| 6       | Filipiny          | 0     | 0      | 1    | 1     |
| Total   | Total             | 8     | 8      | 8    | 24    |

### Medaliści
| Konkurencja | 1. miejsce        | 2. miejsce       | 3. miejsce      |
| Mężczyźni   | Mężczyźni         | Mężczyźni        | Mężczyźni       |
| ----------- | ----------------- | ---------------- | --------------- |
| 52 kg       | Lee Jang-woo      | Esma’il Elm Chah | Kasamazu Hagio  |
| 56 kg       | Shigeo Kogure     | Mahmud Namdżu    | Alberto Nogar   |
| 60 kg       | Lee Tak-young     | Ali Safa Sonboli | Fumio Takeda    |
| 67,5 kg     | Tan Howe Liang    | Kenji Onuma      | Henrik Tamraz   |
| 75 kg       | Ko Bu-beng        | Ebrahim Peirawi  | Yoshio Hara     |
| 82,5 kg     | Dżalal Mansuri    | Minoru Kubota    | Park Dong-chul  |
| 90 kg       | Hassan Rahnawardi | Hwang Ho-dong    | Tan Kim Bee     |
| +90 kg      | Firuz Pojhan      | Lee Young-wan    | Gisaburo Seyama |